# Morti nel 1177
| Questa pagina contiene informazioni ricavate automaticamente dalle voci biografiche con l'ausilio del template Bio e di un bot. L'aggiornamento è periodico e automatico e ricostruisce completamente la pagina. Se manca una persona in questa lista, sei pregato di non aggiungerla, ma accertati piuttosto che la sua voce biografica contenga il template Bio e che i dati anagrafici siano correttamente compilati. Se il template Bio manca, inseriscilo tu stesso o, in alternativa, metti l'avviso {{tmp\|Bio}} che ne segnala la mancanza. Se i dati riportati sono sbagliati, correggi direttamente la voce biografica; le modifiche saranno visibili in questa lista entro pochi giorni. Per chiarimenti vedi il progetto biografie. La lista contiene solo le 16 persone che sono citate nell'enciclopedia e per le quali è stato implementato correttamente il template Bio. Pagina aggiornata al 10 feb 2025. |

- 8 gennaio - Manasse di Hierges, cavaliere medievale francese
- 13 gennaio - Enrico II di Babenberg, nobile tedesco (n. 1107)
- 17 luglio - Fujiwara no Kiyosuke, poeta giapponese (n. 1104)
- 5 agosto - Sancha di León e Castiglia, regina spagnola (n. 1139)
- 20 agosto - Guglielmo Faletti, vescovo cattolico italiano
- 14 ottobre - Aimerico Manrique de Lara, nobile spagnolo (n. 1152)
- Michele Aspiete, generale bizantino
- Hugh Bigod, I conte di Norfolk, nobile britannico (n. 1095)
- Eystein Meyla, norvegese (n. 1157)
- Gilberto di Siria
- Guglielmo Spadalunga
- Gümüshtekin, nobile arabo
- Raimondo V di Pallars Jussà, nobile spagnolo
- Ugo II di Baux, francese
- Azalaïs de Porcairagues, trobairitz francese (n. 1140)
- Walter fitz Alan, scozzese (n. 1106)